# Opopaea syarakui
Opopaea syarakui är en spindelart som först beskrevs av Komatsu 1967.  Opopaea syarakui ingår i släktet Opopaea och familjen dansspindlar. Inga underarter finns listade i Catalogue of Life.